# Kauswagan
Kauswagan (Bayan ng Kauswagan) är en kommun i Filippinerna. Kommunen ligger på ön Mindanao, och tillhör provinsen Lanao del Norte. Folkmängden uppgår till 15 364 invånare.
Kauswagan är indelat i 13 barangayer.